# Paullinia cristata
Paullinia cristata är en kinesträdsväxtart som beskrevs av L. Radlk.. Paullinia cristata ingår i släktet Paullinia och familjen kinesträdsväxter. Inga underarter finns listade i Catalogue of Life.